# Leptocyclopodia mabuhai
Leptocyclopodia mabuhai är en tvåvingeart som beskrevs av Maa 1975. Leptocyclopodia mabuhai ingår i släktet Leptocyclopodia och familjen lusflugor. Inga underarter finns listade i Catalogue of Life.